# Wybory parlamentarne w Zimbabwe w 2005 roku

Wybory parlamentarne w Zimbabwe w 2005 roku – wybory do Izby Zgromadzenia (House of Assembly) Zimbabwe, które odbyły się 31 marca 2005 r.
W wyborach tych było do obsadzenia 120 spośród 150 miejsc w Izbie Zgromadzenia na 5-letnią kadencję w okręgach jednomandatowych; spośród pozostałych 30 mandatów 12 obsadzają ludzie mianowani przez Prezydenta, 10 – tradycyjni wodzowie plemienni, a 8 – gubernatorzy prowincji, także nominowani przez głowę państwa.

## Wyniki
Frekwencja wyniosła 47,66%.
Wyniki uzyskane przez poszczegóne ugrupowania:
- Afrykański Narodowy Związek Zimbabwe – Front Patriotyczny (Zimbabwe African National Union – Patriotic Front; przywódca: Robert Mugabe) 58,22%, 78 mandatów
- Ruch na rzecz Demokratycznej Zmiany (Movement for Democratic Change; Morgan Tsvangirai) 38,61%, 41 mandatów
- niezależni 0,66%, 1 mandat
- Afrykańska Narodowa Unia Zimbabwe - Ndonga (Zimbabwe African National Union – Ndonga; Wilson Kumbula) 0,25%, bez mandatu

Opozycja skupiona wokół Morgana Tsvangiraia oraz komentatorzy międzynarodowi uznali wybory za sfałszowane. Rząd Zimbabwe dopuścił do obserwowania wyborów jedynie przedstawicieli krajów afrykańskich, azjatyckich, południowoamerykańskich i Rosji. Większość z nich uznała ważność wyborów. Opozycjoniści mówią jednak o zastraszaniu wyborców i przypadkach korupcji i przemocy, stosowanej przez bojówki ZANU-PF. Mimo to w niektórych prowincjach MDC nie oddał ZANU-PF ani jednego mandatu (Bulawayo), a w niektórych tylko po jednym (Harare, Matabele Północne). MDC utracił jednak zdolność blokowania zmiany konstytucji, ponieważ stracił w stosunku do poprzednich wyborów aż 16 mandatów, które w całości przeszły do ZANU-PF, natomiast do liczby miejsc obsadzonych przez tę ostatnią partię należy dodać 20 pośrednich i bezpośrednich nominatów prezydenta Roberta Mugabe i 10 tradycyjnych wodzów plemiennych, którzy zazwyczaj popierają władzę.